# 杰米德·皮扬达
杰米德·索福诺维奇·皮扬达（俄语：Демид Софонович Пянда，？-1637年以后），有些文献写作潘捷列·杰米多维奇·皮扬达（Пантелей Демидович Пянда）
或片达（Пенда），是一位俄罗斯帝国时期的探险家，也是第一批和最重要的西伯利亚探险者。
根据少数历史文献，以及后来根据这些文献重建的史料，皮扬达在1620年至1623年带领了一支队伍前往西伯利亚猎取毛皮，向当地原住民购买了毛皮。他也成为第一个来到下通古斯河、并接近勒拿河的俄罗斯人。根据一个世纪以后收集关于他旅行事迹的传奇报告，皮扬达据说发现了勒拿河，探查了其长度的大部分地区，并穿越过安加拉河回到了他出发的叶尼塞河。